# (10866) Peru
(10866) Peru ist ein Asteroid des inneren Hauptgürtels, der am 14. Juli 1996 von dem belgischen Astronomen Eric Walter Elst am La-Silla-Observatorium der Europäischen Südsternwarte in Chile (IAU-Code 809) entdeckt wurde. Unbestätigte Sichtungen des Asteroiden hatte es vorher schon mehrere gegeben: am 1. April 1976 mit der vorläufigen Bezeichnung 1976 GE am Krim-Observatorium in Nautschnyj, am 1. November 1978 (1978 VL1) am französischen Observatoire de Calern und im Februar 1991 (1991 CB2) am französischen Observatoire de Haute-Provence.
Mittlere Sonnenentfernung (große Halbachse), Exzentrizität und Neigung der Bahnebene des Asteroiden liegen innerhalb der jeweiligen Grenzwerte, die für die Nysa-Gruppe definiert sind, einer nach (44) Nysa benannten Gruppe von Asteroiden (auch Hertha-Familie genannt, nach (135) Hertha).
(10866) Peru wurde am 9. Mai 2001 nach dem südamerikanischen Land Peru benannt.